# Чижово (платформа)
Чижо́во — железнодорожная платформа Северо-западного направления Северной железной дороги на ветке Ярославль — Рыбинск, расположенная в Большесельском районе Ярославской области.
Является остановочным пунктом пригородных поездов северо-западного направления (на Рыбинск). Отсутствует касса для продажи билетов на пригородные поезда.